# Кунакбаево (Учалинский район)
Кунакба́ево (баш. Ҡунаҡбай) — село в Учалинском районе Республики Башкортостан Российской Федерации. Административный центр Кунакбаевского сельсовета.

## География

### Географическое положение
Расстояние до:
- районного центра (Учалы): 8 км,
- ближайшей железнодорожной станции (Учалы): 12 км.

## Население
| 2002 | 2009 | 2010 |
| ---- | ---- | ---- |
| 677  | ↗904 | ↘750 |

### Национальный состав
Согласно переписи 2002 года, преобладающая национальность — башкиры (97 %).

## Религия
В селе есть мечеть.